# Brian Riemer
Brian Riemer (22 de septiembre de 1978) es un entrenador de fútbol danés. Actualmente dirige a la selección de Dinamarca.

## Trayectoria
Riemer comenzó su carrera como entrenador en las categorías inferiores de los clubes daneses Hvidovre IF y FC Copenhague. De 2012 a 2015 fue entrenador asistente y analista de vídeo en Copenhague, entre otros, para Ariël Jacobs.La decisión del entonces entrenador asistente, Johan Lange, de pasar con Ståle Solbakken al Wolverhamptonhizo que pasara a ser el asistente técnico de Jacobs.
En 2018, se convirtió en el asistente técnico de su compatriota Thomas Frank en Brentford.Bajo su liderazgo, el club ascendió a la Premier League por primera vez en su existencia en la temporada 2020-21.
El 2 de diciembre de 2022 ,dejó el club londinense para convertirse en el nuevo entrenador del RSC Anderlecht.Al final de la primera temporada, el equipo terminó en el puesto N°11 en la Pro League 2022-23, su peor posición desde 1937.De igual manera, el 22 de septiembre de 2023, el club prorrogó su contrato hasta junio de 2026.Sin embargo, en septiembre de 2024, fue despedido de su cargo después de una serie de malos resultados.
El 24 de octubre de 2024, fue anunciado como entrenador de la selección de Dinamarca y firmó un contrato hasta la Copa Mundial de la FIFA 2026.

## Clubes

### Como entrenador asistente
| Club          | País       | Año       |
| ------------- | ---------- | --------- |
| FC Copenhague | Dinamarca  | 2012-2016 |
| Brentford     | Inglaterra | 2018-2022 |

### Como entrenador
| Club                   | País      | Año           |
| ---------------------- | --------- | ------------- |
| Hvidovre IF            | Dinamarca | 2008          |
| RSC Anderlecht         | Bélgica   | 2022-2024     |
| Selección de Dinamarca | Dinamarca | 2024-presente |

## Estadísticas como entrenador

#### Clubes
| Equipo                   | Div.         | Temporada    | Liga | Liga | Liga | Liga | Liga |    | Copa | Copa | Copa | Copa |   | Internacional | Internacional | Internacional | Internacional | Internacional |   | Otros | Otros | Otros | Otros |    | Totales     | Totales | Totales | Totales | Totales | Totales | Totales | Totales |
| Equipo                   | Div.         | Temporada    | PD   | G    | E    | P    | Pos. | PD | G    | E    | P    | PD   | G | E             | P             | Pos.          | PD            | G             | E | P     | PD    | G     | E     | P  | Rendimiento | GF      | GC      | Dif.    |         |         |         |         |
| ------------------------ | ------------ | ------------ | ---- | ---- | ---- | ---- | ---- | -- | ---- | ---- | ---- | ---- | - | ------------- | ------------- | ------------- | ------------- | ------------- | - | ----- | ----- | ----- | ----- | -- | ----------- | ------- | ------- | ------- | ------- | ------- | ------- | ------- |
| Hvidovre IF Dinamarca    | 2.ª          | 2008-09      | 2    | 2    | 0    | 0    | Int. | -  | -    | -    | -    | -    | - | -             | -             | -             | -             | -             | - | -     | 2     | 2     | 0     | 0  | 58.07%      | 6       | 0       | +6      |         |         |         |         |
| Hvidovre IF Dinamarca    | Total        | Total        | 2    | 2    | 0    | 0    | -    | -  | -    | -    | -    | -    | - | -             | -             | -             | -             | -             | - | -     | 2     | 2     | 0     | 0  | 100%        | 6       | 0       | +6      |         |         |         |         |
| RSC Anderlecht · Bélgica | 1.ª          | 2022-23      | 17   | 7    | 5    | 5    | 11.º | 1  | 0    | 0    | 1    | 6    | 3 | 1             | 2             | 1/4           | -             | -             | - | -     | 24    | 10    | 6     | 8  | 51.22%      | 30      | 27      | +3      |         |         |         |         |
| RSC Anderlecht · Bélgica | 1.ª          | 2023-24      | 40   | 22   | 11   | 7    | 3.º  | 3  | 2    | 0    | 1    | -    | - | -             | -             | -             | -             | -             | - | -     | 43    | 24    | 11    | 8  | 64.34%      | 74      | 44      | +30     |         |         |         |         |
| RSC Anderlecht · Bélgica | 1.ª          | 2024-25      | 7    | 3    | 3    | 1    | Inc. | -  | -    | -    | -    | 2    | 2 | 0             | 0             | Inc.          | -             | -             | - | -     | 9     | 5     | 3     | 1  | 66.67%      | 11      | 7       | +4      |         |         |         |         |
| RSC Anderlecht · Bélgica | Total        | Total        | 64   | 32   | 19   | 13   | -    | 4  | 2    | 0    | 2    | 8    | 5 | 1             | 2             | -             | -             | -             | - | -     | 76    | 39    | 20    | 17 | 60.09%      | 115     | 78      | +37     |         |         |         |         |
| Total clubes             | Total clubes | Total clubes | 66   | 34   | 19   | 13   | -    | 4  | 2    | 0    | 2    | 8    | 5 | 1             | 2             | -             | -             | -             | - | -     | 78    | 41    | 20    | 17 | 61.11%      | 121     | 78      | +43     |         |         |         |         |
| 1. 2.                    |              |              |      |      |      |      |      |    |      |      |      |      |   |               |               |               |               |               |   |       |       |       |       |    |             |         |         |         |         |         |         |         |

#### Selección
| Dinamarca           | 2024-25             | 4  | 1  | 1  | 2  | 1/4 | - | - | - | - | - | - | - | - | - | 2 | 2 | 0 | 0 | 6  | 3  | 1  | 2  | 55.56% | 11  | 8  | +3  |
| Dinamarca           | 2025-26             | -  | -  | -  | -  | -   | 0 | 0 | 0 | 0 | - | - | - | - | - | 0 | 0 | 0 | 0 | 0  | 0  | 0  | 0  | 0%     | 0   | 0  | +0  |
| Total selección     | Total selección     | 4  | 1  | 1  | 2  | -   | 0 | 0 | 0 | 0 | 0 | 0 | 0 | 0 | - | 2 | 2 | 0 | 0 | 6  | 3  | 1  | 2  | 55.56% | 11  | 8  | +3  |
| Total en su carrera | Total en su carrera | 70 | 35 | 20 | 15 | -   | 4 | 2 | 0 | 2 | 8 | 5 | 1 | 2 | - | 2 | 2 | 0 | 0 | 84 | 44 | 21 | 19 | 60.71% | 132 | 86 | +46 |

##### Estadísticas como seleccionador de Dinamarca
| Torneo                          | PJ | PG | PE | PP | GF | GC | DF | Pts | Mejor Resultado  | Rendimiento |
| ------------------------------- | -- | -- | -- | -- | -- | -- | -- | --- | ---------------- | ----------- |
| Copa Mundial de Fútbol          | 0  | 0  | 0  | 0  | 0  | 0  | +0 | 0   | En disputa       | 0%          |
| Eurocopa                        | 0  | 0  | 0  | 0  | 0  | 0  | +0 | 0   | En disputa       | 0%          |
| Liga de las Naciones de la UEFA | 4  | 1  | 1  | 2  | 4  | 7  | -3 | 4   | Cuartos de final | 33.33%      |
| Clasificatorias Mundialistas    | 0  | 0  | 0  | 0  | 0  | 0  | +0 | 0   | En disputa       | 0%          |
| Clasificatorias Eurocopa        | 0  | 0  | 0  | 0  | 0  | 0  | +0 | 0   | En disputa       | 0%          |
| Amistosos                       | 2  | 2  | 0  | 0  | 7  | 1  | +6 | 6   | +2 PG            | 100%        |
| Total                           | 6  | 3  | 1  | 2  | 11 | 8  | +3 | 10  | Sin títulos      | 55.56%      |

### Resumen por competiciones
| Competición                        | Partidos | Ganados | Empatados | Perdidos | %      |
| Clubes                             | Clubes   | Clubes  | Clubes    | Clubes   | Clubes |
| ---------------------------------- | -------- | ------- | --------- | -------- | ------ |
| Primera División de Dinamarca      | 2        | 2       | 0         | 0        | 100%   |
| Primera División de Bélgica        | 64       | 32      | 19        | 13       | 59.9%  |
| Copa de Bélgica                    | 4        | 2       | 0         | 2        | 50%    |
| Liga Europa de la UEFA             | 2        | 2       | 0         | 0        | 100%   |
| Liga Europa Conferencia de la UEFA | 6        | 3       | 1         | 2        | 55.56% |
| Total clubes                       | 78       | 41      | 20        | 17       | 61.11% |
| Selección                          |          |         |           |          |        |
| Liga de Naciones                   | 4        | 1       | 1         | 2        | 33.33% |
| Clasificatorias Eurocopa           | 0        | 0       | 0         | 0        | 0%     |
| Eurocopa                           | 0        | 0       | 0         | 0        | 0%     |
| Clasificatorias Mundial            | 0        | 0       | 0         | 0        | 0%     |
| Amistosos                          | 2        | 2       | 0         | 0        | 100%   |
| Total selección                    | 6        | 3       | 1         | 2        | 55.56% |
| Total en su carrera                | 84       | 44      | 21        | 19       | 60.71% |